# Chinchandlahalli, Bangarapet
Chinchandlahalli là một làng thuộc tehsil Bangarapet, huyện Kolar, bang Karnataka, Ấn Độ.